# 入江惣兵衛
入江 惣兵衛（いりえ そうべえ、文政6年（1823年） - 元治元年7月13日（1864年8月14日））は、江戸・幕末期の商人。京都三条小橋西の池田屋の主人で、池田屋惣兵衛の名で知られている。

## 略歴
文政6年（1823年）に生まれ、出身地は長州といわれているが定かではない。その後、京都三条通りの三条小橋西4軒目の北側に旅籠・池田屋を開業し、豊後屋と共に長州藩士の定宿となる。
元治元年（1864年）6月5日の夜に起こった池田屋事件では、御用改めに入った新撰組・近藤勇を見て驚き、二階への階段を駆け上がって御用改めが入ったことを告げ、これにより乱闘が始まった。また、その後白刃をかいくぐり妻子の手を取り屋外へ脱出、親類宅へ妻子を預け自身も一旦は隠れたものの、翌6月6日に役人の捜索により町奉行所へ捕らえられ詰問を受け、6月7日には入牢の処置となった。翌6月8日には妻子も町奉行所へ呼び出され夜半まで詰問を受け、6月9日、町役人へ預けられ半年間入獄することとなった。
惣兵衛は入獄中に熱病を発病、7月13日に獄死した。翌7月14日夕刻、獄舎より町役人および妻のまさたち家族が呼び出され遺骸を引き取ったが、未だ罪人の扱いであり表立って葬儀を上げることも出来ず、家族の嘆願により現京都市上京区の浄円寺に密葬された。
惣兵衛と捕らえられて六角獄に入牢された池田屋手代・彦兵衛の証言では、惣兵衛は拷問にも耐えて、一切口をわらなかったという。
惣兵衛の密葬より7ヶ月を経た12月初旬、妻子は罪を許され帰宅した。

## 一族
妻:まさ
池田屋事件では幕吏たちに、闘死した浪士たちの遺体を女中と確認させられたという（後にその遺体を三縁寺に埋葬した）。池田屋の廃業後、三条通り上ル木屋町に「入江亭」を開業した。
息子:入江重三郎
池田屋事件の記録を残した。
娘:大井てる
長女。池田屋の屋号を引き継いで、明治16年に木屋町で再開する（貸席屋として）。後に大井家に嫁ぐ。
娘:入江こう
二女。三女よねの跡を引き継ぐ。
娘:辻よね
三女。長女てるの跡を引き継ぐ。後に辻家に嫁ぐ。
弟:入江彦助
池田屋で捕縛され、六角獄で刑死する（37歳）。

## 墓所
上述の浄円寺に「池田屋惣兵衛之墓」として、および京都霊山護国神社に「池田屋惣兵衛招魂碑」として、また京都市左京区岩倉花園町の三縁寺に宮部鼎蔵、松田重助、吉田稔麿など池田屋事件犠牲者を祀った「池田屋殉難墓碑」として現存。